# 2974 Holden
2974 Holden eller 1955 QK är en asteroid i huvudbältet, som upptäcktes 23 augusti 1955 av Indiana Asteroid Program vid Indiana University Bloomington med Goethe Link Observatory. Asteroiden har fått sitt namn efter den amerikanska astronomen Edward Singleton Holden.
Asteroiden har en diameter på ungefär 5 kilometer och den tillhör asteroidgruppen Vesta.